# FK Krasnodar-2
Maillots
Le Futbolny klub Krasnodar-2 (en russe : Футбольный клуб «Краснодар-2») était un club russe de football basé à Krasnodar. Il s'agissait du club-école du FK Krasnodar, équipe de première division. Le FK Krasnodar-2 disparait à l'issue de la saison 2023-2024.

## Histoire
Dans le cadre du développement du FK Krasnodar, club de football créé en 2008 par Sergueï Galitski et s'établissant alors progressivement au sein de la première division russe, son propriétaire annonce au mois de février 2013 son intention de créer un club-école au sein du groupe Sud de la troisième division pour la saison 2013-2014, afin d'aider à la formation des jeunes joueurs du centre de formation du club, en complément de l'équipe alignée au sein du championnat des jeunes. La fondation de ce club, nommé Krasnodar-2, et son inscription au troisième échelon sont confirmés dès le mois de mai suivant.
Durant ses premières années, le club connaît des débuts compliqués, terminant avant-dernier du groupe pour sa première saison avant d'enchaîner sur une seizième place lors de l'exercice 2014-2015. Les performances de l'équipe s'améliorent par la suite avec une troisième place en 2016. Elle se stabilise alors dans le haut de classement, finissant sixième l'année suivante puis quatrième en 2018. Dans la foulée de cette dernière saison, le Krasnodar-2 profite de la disparition de l'Amkar Perm ainsi que du retraits de plusieurs autres équipes des divisions supérieures pour accéder administrativement à la deuxième division pour la saison 2018-2019,.
Porté par des joueurs tels que Danil Outkine ou Magomed-Chapi Souleïmanov, le club connaît des débuts remarqués au deuxième échelon en se plaçant dans le haut du classement lors de la première moitié de saison, occupant même brièvement la place de leader du championnat entre la sixième et la neuvième journée, ce qui lui vaut d'être considéré comme une des grandes révélations de la saison. Cette forme retombe cependant par la suite, notamment du fait de la promotion progressive des principaux acteurs de la première moitié de saison au sein de l'équipe première du FK Krasnodar. Le club connaît de ce fait des résultats plus irréguliers durant le reste de l'exercice et termine finalement dixième du championnat. L'exercice 2019-2020 le voit cette fois lutter pour son maintien, se classant quinzième au moment de l'arrêt anticipé du championnat du fait de la pandémie de Covid-19 en Russie.

## Bilan sportif

### Classements en championnat
La frise ci-dessous résume les classements successifs du club en championnat de Russie depuis 2013.

### Bilan par saison
| Saison    | Championnat | Championnat | Championnat | Championnat | Championnat | Championnat | Championnat | Championnat | Championnat | Championnat | Meilleur(s) buteur(s)                 | Meilleur(s) buteur(s) | Entraîneur(s)                                    |
| Saison    | Division    | Pos         | Pts         | J           | V           | N           | D           | BP          | BC          | Diff        | Joueur                                | Buts                  | Entraîneur(s)                                    |
| --------- | ----------- | ----------- | ----------- | ----------- | ----------- | ----------- | ----------- | ----------- | ----------- | ----------- | ------------------------------------- | --------------------- | ------------------------------------------------ |
| 2013-2014 | 3e Sud      | 17e         | 27          | 34          | 7           | 6           | 21          | 35          | 66          | -31         | Khasan Akriev Nikolaï Komlitchenko    | 6                     | Iouri Drosdov Dmitri Koudinov                    |
| 2014-2015 | 3e Sud      | 16e         | 26          | 24          | 8           | 2           | 14          | 34          | 41          | -7          | Ilia Belous                           | 8                     | Dmitri Koudinov                                  |
| 2015-2016 | 3e Sud      | 3e          | 48          | 26          | 14          | 6           | 6           | 53          | 26          | +17         | Nikolaï Komlitchenko                  | 24                    | Igor Chalimov Dmitri Koudinov                    |
| 2016-2017 | 3e Sud      | 6e          | 50          | 30          | 15          | 5           | 10          | 47          | 28          | +19         | Dmitri Vorobiov Nikolaï Komlitchenko  | 7                     | Dmitri Koudinov                                  |
| 2017-2018 | 3e Sud      | 4e          | 54          | 32          | 16          | 9           | 6           | 58          | 37          | +21         | Ilia Belous                           | 13                    | Dmitri Koudinov Igor Picușceac Aleksandr Nagorny |
| 2018-2019 | 2e          | 10e         | 51          | 38          | 12          | 15          | 11          | 45          | 52          | -7          | Danil Outkine                         | 10                    | Aleksandr Nagorny                                |
| 2019-2020 | 2e          | 15e         | 28          | 27          | 6           | 10          | 11          | 32          | 34          | -2          | German Onougkha                       | 11                    | Oleg Fomenko Artiom Koulikov                     |
| 2020-2021 | 2e          | 16e         | 45          | 42          | 11          | 12          | 19          | 46          | 68          | -22         | Eduard Spertsyan                      | 16                    | Artiom Koulikov                                  |
| 2021-2022 | 2e          | 11e         | 53          | 38          | 15          | 8           | 15          | 45          | 45          | 0           | Roustam Khalnazarov Olakunle Olusegun | 6                     | Aleksandr Storojouk Alekseï Gerasimenko (en)     |
| 2022-2023 | 2e          | 17e         | 31          | 34          | 8           | 7           | 19          | 32          | 54          | -22         | Danil Karpov                          | 7                     | Alekseï Gerasimenko (en)                         |
| 2023-2024 | 3e Or       | 1er         | 33          | 18          | 9           | 6           | 3           | 27          | 20          | +7          | Danil Karpov Kamil Moulline           | 5                     | Alekseï Gerasimenko (en) Nikolaï Pissarev        |

Légende
- Promotion en division supérieure
- Relégation en division inférieure

## Entraîneurs
La liste suivante présente les différents entraîneurs du club,.
- Iouri Drosdov (juillet 2013-janvier 2014)
- Dmitri Koudinov (janvier 2014-juillet 2015)
- Igor Chalimov (juillet 2015-mars 2016)
- Dmitri Koudinov (avril 2016-octobre 2017)
- Igor Picușceac (octobre 2017-avril 2018)
- Aleksandr Nagorny (avril 2018-juillet 2019)
- Oleg Fomenko (juillet 2019-octobre 2019)
- Artiom Koulikov (octobre 2019-mai 2021)
- Aleksandr Storojouk (juin 2021-mars 2022)
- Alekseï Gerasimenko (en) (mars 2022-août 2023)
- Nikolaï Pissarev (depuis août 2023)